# Пуртова, Тамара Валентиновна
Тамара Валентиновна Пуртова (род. 1 сентября 1958 года) — директор Государственного Российского Дома народного творчества имени В.Д. Поленова, заслуженный деятель искусств Российской Федерации (1999), кандидат искусствоведения (1990), профессор (2008), председатель Российского комитета по сохранению нематериального культурного наследия при Комиссии РФ по делам ЮНЕСКО.

## Биография

### Образование и деятельность
После окончания в 1976 году Воронежского хореографического училища работала артисткой балета сначала в Днепропетровском, затем — в Воронежском государственном театре оперы и балета.
В 1982 году с отличием окончила ГИТИС по специальности «педагог-балетмейстер», после чего работала в Министерстве культуры СССР, до 1990 года возглавляя отдел хореографии Всесоюзного научно-методического центра народного творчества и культурно-просветительской работы; с 1990 по 1991 год была главным экспертом отдела народного творчества и художественных объединений.
Следующий этап в трудовой биографии Т.В. Пуртовой связан с работой в Государственном Российском Доме народного творчества, объединяющем десятки профильных центров и художественных коллективов всей страны.
С 1993 года Тамара Валентиновна преподаёт историю и теорию хореографического искусства в Московской академии хореографии. Она — автор учебных программ для вузов, в структуре которых есть специальность «хореографическое искусство», учебного пособия «Учите детей танцевать» (в соавторстве с А. Н. Беликовой и О. В. Кветной) и монографии «Танец на любительской сцене».
Т. В. Пуртова — член экспертного совета по присуждению премии Правительства РФ «Душа России» и член творческого совета журнала «Балет».

## Награды
- 1997 — Медаль «В память 850-летия Москвы»
- 8 января 1999 — Заслуженный деятель искусств Российской Федерации — за заслуги в области искусства[6].
- 28 декабря 2005 — премия Правительства РФ в области культуры — за проект «Создание общероссийской информационной системы „Народное творчество России“»[7]
- 29 ноября 2005 — Благодарность Министра культуры и массовых коммуникаций Российской Федерации — в связи с 90-летием со дня основания федерального государственного учреждения культуры «Государственный Российский Дом народного творчества»[8].
- 2006 — Благодарность Министра культуры Российской Федерации
- 1 декабря 2008 — Орден Дружбы — за заслуги в области культуры и искусства, многолетнюю плодотворную работу[9]
- 30 марта 2012 — Благодарность Президента Российской Федерации — за активное участие в организации, подготовке и проведении региональных этапов и заключительного концерта Всероссийского фольклорного конкурса «Казачий круг»[10]
- 2013 — медаль ЮНЕСКО за вклад в сотрудничество Российской Федерации и ЮНЕСКО в области сохранения нематериального культурного наследия
- 2 марта 2016 — Орден Почёта — за достигнутые трудовые успехи и многолетнюю добросовестную работу[11]
- 25 сентября 2018 — Почётная грамота Президента Российской Федерации — за заслуги в развитии отечественной культуры и искусства[12]
- 4 мая 2021 — Благодарность Президента Российской Федерации — за большой вклад в подготовку и проведение общественно значимых мероприятий[13].
- 25 мая 2023 — Благодарность Правительства Российской Федерации — за значительный вклад в подготовку и проведение Года культурного наследия народов России[14].
- 26 декабря 2023 — Премия Правительства Российской Федерации в области культуры — за проведение VI Всемирного фестиваля фольклора (VI Всемирная фольклориада)[15].
- 10 июня 2025 — Государственная премия Российской Федерации в области литературы и искусства — за вклад в сохранение и развитие народной художественной культуры[16].